# Georg Herman af Trolle
Georg Herman af Trolle, tidigare Trolle, född 28 oktober 1680 i Karlshamn, död 8 februari 1765 i Stockholm, var en svensk sjömilitär. Han var far till Henrik af Trolle. 

## Biografi
af Trolle tillhörde enligt egen uppgift den danska adliga ätten Trolle. Åren 1690–1704 tjänade han på handelsfartyg samt 1704–1710 på kapar- och örlogsfartyg i England, Holland och Frankrike. År 1710 blev han löjtnant i dansk tjänst och samma år kaptenlöjtnant. År 1714 gick han i svensk tjänst och utnämndes till kapten vid amiralitetet. Åren 1718–1719 var han kommenderad på linjeskeppet "Wachtmeister", som 1719 på en kryssning i Östersjön angreps av sju ryska skepp. Sedan skeppsbefälhavaren, kommendören Anton Johan Wrangel, blivit sårad, tog af Trolle befälet, men efter 6 timmars strid måste "Wachtmeister" stryka flagg. af Trolle blev förd som krigsfånge till Ryssland och sändes, då han vägrade gå i rysk tjänst, till Sibirien, där han måste uthärda en svår fångenskap till 1721. Först 1722 återkom han jämte flera av sina medfångar till Sverige. Det första svenska fartyg, som gjorde en resa till Ostindien och Kina, var skeppet "Fredericus Rex Sueciae". Det stod under af Trolles befäl och avseglade för Ostindiska kompaniets räkning 28 februari 1732 från Göteborg till nämnda land, varifrån det återkom i augusti 1733 med en rik laddning. Åren 1739–1740 var af Trolle kommenderad vid båkbyggnaderna vid Öreskär och Söderarm. År 1741 fick han fullmakt som kommendörkapten vid Stockholmseskadern och deltog sedan i ryska kriget 1741–1743 som befälhavare på olika sjöstyrkor. År 1754 blev han kommendör och 1758 schoutbynacht. Han adlades 1758 under namnet af Trolle. af Trolle hade deltagit i 14 sjökampanjer och var en i sitt yrke mycket erfaren och kunnig officer.

### Familj
af Trolle var gift med Anna Margareta Grise (1696–1764), dotter till kyrkoherden Hans Grise i Närtuna församling och Anna Larsdotter Pontelia. De fick tillsammans barnen Hans Herman af Trolle (1717–1751), Charlotta af Trolle (1719–1766) som var gift med vice sekreteraren Carl Wallendahl vid krigskollegium, Anna Catharina af Trolle (1723–1750) som var gift med direktören Lars Skjöldarm vid salpetersjuderiet, överinspektorn Georg af Trolle (1724–1811) vid lanttullarna i Skåne, Fredrika Sofia af Trolle (född 1726), generalamiralen Henrik af Trolle (1730–1784), kaptenen Johan af Trolle (1734–1792) vid amiralitetet och Peter Julius Trolle 1737-1753), kadett vid arméns flotta.